# Nyctemera serrimargo
Nyctemera serrimargo är en fjärilsart som beskrevs av Embrik Strand 1909. Nyctemera serrimargo ingår i släktet Nyctemera och familjen björnspinnare. Inga underarter finns listade i Catalogue of Life.